# Ligue 1 2019-20
La Temporada 2019-20 de la Ligue 1 fue la octogésimo segunda (82.ª) edición de la Liga francesa de fútbol. La temporada comenzó el 9 de agosto de 2019, fue suspendida el 8 de marzo de 2020, y se dio por concluida el 28 de abril de 2020.
La temporada estuvo marcada por el final abrupto del campeonato desde mediados de marzo después del inicio de la propagación de la Pandemia de enfermedad por coronavirus de 2020 en Europa. De manera preventiva durante la 28ª fecha, el partido Racing Estrasburgo contra  Paris Saint-Germain se aplazó debido al inicio del brote de la epidemia. Luego, el 13 de marzo de 2020, en la 29ª fecha, la Ligue de Football Professionnel suspendió todos los partidos de la Ligue 1 y Ligue 2 debido a la pandemia. Finalmente, el 28 de abril de 2020, Édouard Philippe, durante un discurso ante la Asamblea Nacional de Francia, anunció el final de la temporada 2019-2020. El 30 de abril, la LFP declaró al París Saint-Germain campeón del torneo, quien logró su noveno título, igualando al Olympique de Marsella, y a solo un título del más laureado en Francia, el AS Saint Etienne.

## Equipos

### Ascensos y descensos
| Pos. | Descendidos de Ligue 1 |
| ---- | ---------------------- |
| 19.º | S. M. Caen             |
| 20.º | E. A. Guingamp         |

| Pos. | Ascendidos de Ligue 2 |
| ---- | --------------------- |
| 1.º  | F. C. Metz            |
| 2.º  | Stade Brestois        |

### Información de los equipos
| Equipo                    | Ciudad        | Estadio                 | Aforo  | Entrenador          | Capitán           | Marca          | Patrocinador                            |
| ------------------------- | ------------- | ----------------------- | ------ | ------------------- | ----------------- | -------------- | --------------------------------------- |
| A.S. Monaco               | Mónaco        | Stade Louis II          | 18 525 | Niko Kovac          | Kamil Glik        | Kappa          | Fedcom                                  |
| A.S. Saint-Étienne        | Saint-Étienne | Stade Geoffroy-Guichard | 41 965 | Claude Puel         | Loïc Perrin       | Le Coq Sportif | Aesio                                   |
| Amiens S.C.               | Amiens        | Stade de la Licorne     | 67 394 | Luka Elsner         | Thomas Monconduit | Puma           | Intersport                              |
| Angers S.C.O.             | Angers        | Stade Raymond Kopa      | 17 835 | Stéphane Moulin     | Ismaël Traoré     | Kappa          | Scania, Bodet                           |
| Dijon F.C.O.              | Dijon         | Stade Gaston Gérard     | 18 376 | Stéphane Jobard     | Júlio Tavares     | Lotto          | Roger Martin, Suez                      |
| F.C. Girondins de Burdeos | Burdeos       | Matmut Atlantique       | 42 115 | Paulo Sousa         | Benoît Costil     | Puma           | Groupe Sweetcom, Bistro Régent, Winamax |
| F. C. Metz                | Metz          | Stade Saint-Symphorien  | 25 636 | Vincent Hognon      | Renaud Cohade     | Nike           | Moselle                                 |
| F.C. Nantes               | Nantes        | Stade de la Beaujoire   | 37 473 | Christian Gourcuff  | Valentin Rongier  | New Balance    | Synergie                                |
| Lille O. S. C.            | Lille         | Stade Pierre-Mauroy     | 50 157 | Christophe Galtier  | Adama Soumaoro    | New Balance    | Vero Moda                               |
| Montpellier Hérault S.C.  | Montpellier   | Stade de la Mosson      | 32 939 | Michel Der Zakarian | Vitorino Hilton   | Nike           | Sud de France                           |
| Nîmes Olympique F.C.      | Nimes         | Stade des Costières     | 18 482 | Bernard Blaquart    | Féthi Harek       | Puma           | Hectare                                 |
| O.G.C. Niza               | Niza          | Allianz Riviera         | 35 624 | Patrick Vieira      | Dante Bonfim      | Macron         | Mutuelles du Soleil                     |
| Olympique de Lyon         | Lyon          | Groupama Stadium        | 59 186 | Rudi García         | Memphis Depay     | Adidas         | Hyundai, Veolia                         |
| Olympique de Marsella     | Marsella      | Orange Vélodrome        | 67 394 | André Villas-Boas   | Dimitri Payet     | Puma           | Uber Eats                               |
| París Saint-Germain       | París         | Parc des Princes        | 48 712 | Thomas Tuchel       | Thiago Silva      | Nike           | Accor                                   |
| Racing Estrasburgo        | Estrasburgo   | Stade de la Meinau      | 29 230 | Thierry Laurey      | Stefan Mitrović   | Adidas         | ÉS Énergies, CroisiEurope               |
| Stade Brestois 29         | Brest         | Stade Francis-Le Blé    | 15 097 | Olivier Dall'Oglio  | Gaëtan Belaud     | Nike           | Quéguiner, Yaourts Malo                 |
| Stade de Reims            | Reims         | Stade Auguste Delaune   | 21 684 | David Guion         | Marvin Martin     | Umbro          | Emporio Armani                          |
| Stade Rennais F.C.        | Rennes        | Roazhon Park            | 29 778 | Julien Stéphan      | Damien Da Silva   | Puma           | Samsic                                  |
| Toulouse F.C.             | Toulouse      | Stadium Municipal       | 33 150 | Denis Zanko         | Max-Alain Gradel  | Joma           | Triangle Interim                        |

### Cambios de entrenadores
| Equipo                | Entrenador (Jornadas)               | Fecha de vacante        | Tipo de salida         | Posición en la tabla | Entrenador entrante         | Fecha de nombramiento   |
| --------------------- | ----------------------------------- | ----------------------- | ---------------------- | -------------------- | --------------------------- | ----------------------- |
| Stade Brestois 29     | Jean-Marc Furlan (Pretemporada)     | 17 de mayo de 2019      | Fin de contrato        | Pretemporada         | Olivier Dall'Oglio          | 26 de mayo de 2019      |
| Olympique de Lyon     | Bruno Génésio (Pretemporada)        | 25 de mayo de 2019      | Fin de contrato        | Pretemporada         | Sylvinho                    | 25 de mayo de 2019      |
| Saint-Étienne         | Jean-Louis Gasset (Pretemporada)    | 25 de mayo de 2019      | Fin de contrato        | Pretemporada         | Ghislain Printant           | 6 de junio de 2019      |
| Olympique de Marsella | Rudi García (Pretemporada)          | 25 de mayo de 2019      | Dimisión               | Pretemporada         | André Villas-Boas           | 28 de mayo de 2019      |
| Amiens SC             | Christophe Pélissier (Pretemporada) | 29 de mayo de 2019      | Fichado por el Lorient | Pretemporada         | Luka Elsner                 | 19 de junio de 2019     |
| Dijon FCO             | Antoine Kombouaré (Pretemporada)    | 30 de junio de 2019     | Fin de contrato        | Pretemporada         | Stéphane Jobard             | 20 de junio de 2019     |
| FC Nantes             | Vahid Halilhodžić (Pretemporada)    | 2 de agosto de 2019     | Acuerdo mutuo          | Pretemporada         | Christian Gourcuff          | 8 de agosto de 2019     |
| AS Saint-Étienne      | Ghislain Printant (1 - 8)           | 4 de octubre de 2019    | Despedido              | 19.º                 | Claude Puel (9 - ...)       | 4 de octubre de 2019    |
| Olympique de Lyon     | Sylvinho (1 - 9)                    | 7 de octubre de 2019    | Despedido              | 14.º                 | Rudi García (10 - ...)      | 14 de octubre de 2019   |
| Toulouse FC           | Alain Casanova (1 - 9)              | 10 de octubre de 2019   | Acuerdo mutuo          | 18.º                 | Antoine Kombouaré (10 - 19) | 14 de octubre de 2019   |
| AS Mónaco             | Leonardo Jardim (1 - 14, 16 - 19)   | 29 de diciembre de 2019 | Despedido              | 7.º                  | Robert Moreno (15, 20-...)  | 29 de diciembre de 2019 |
| Toulouse FC           | Antoine Kombouaré (10 - 19)         | 5 de enero de 2020      | Despedido              | 20.º                 | Denis Zanko (20 - ...)      | 6 de enero de 2020      |

### Equipos porregión
| Región histórica o Departamento | N.º | Equipos                                                 |
| ------------------------------- | --- | ------------------------------------------------------- |
| Occitania                       | 3   | Montpellier Hérault S.C., Nîmes Olympique y Toulouse FC |
| Bretaña                         | 2   | Stade Rennes y Stade Brestois                           |
| País del Loira                  | 2   | Angers SCO y Nantes FC                                  |
| Somme                           | 1   | Amiens SC                                               |
| Norte (Alta Francia)            | 1   | Lille OSC                                               |
| Loira                           | 1   | Saint-Étienne                                           |
| Metrópoli de Lyon               | 1   | Olympique de Lyon                                       |
| Bocas del Ródano                | 1   | Olympique de Marsella                                   |
| Alpes Marítimos                 | 1   | OSC Niza                                                |
| Alsacia                         | 1   | Racing Estrasburgo                                      |
| Côte-d'Or                       | 1   | Dijon FCO                                               |
| Marne                           | 1   | Stade de Reims                                          |
| Isla de Francia                 | 1   | París Saint-Germain                                     |
| Lorena                          | 1   | FC Metz                                                 |
| Mónaco                          | 1   | AS Mónaco                                               |
| Gironda                         | 1   | Girondins de Bordeaux                                   |

## Competición

### Reglamento
A partir de la temporada 2019-2020, los criterios de desempate atravesaron varias modificaciones con el propósito de dar más importancia a las confrontaciones directas. Por lo tanto los criterios en orden son:
1. Mayor número de puntos;
2. Mayor diferencia de gol general ;
3. Mayor número de puntos en confrontaciones directas;
4. Mayor diferencia de gol particular;
5. Mayor número de goles en confrontaciones directas;
6. Mayor número de goles de visitante en confrontaciones directas;
7. Mayor número de goles marcados;
8. Mayor número de goles marcados de visitante;
9. Mayor número de goles marcados en un solo partido;
10. Mejor clasificación en "fair play" (1 punto por amarilla, 3 puntos por roja).

## Clasificación
La clasificación final de la Ligue 1, en su edición 2019-20 , se basa en un promedio de puntos ganados por partido jugado. En caso de un promedio empatado, los resultados directos entre los clubs se utilizarán como criterio de desempate en la clasificación.
| Pos. | Equipo                  | Pts. | PJ | G  | E  | P  | GF | GC | Dif. | Clasificación 2020-21                  |
| ---- | ----------------------- | ---- | -- | -- | -- | -- | -- | -- | ---- | -------------------------------------- |
| 1    | París Saint-Germain (C) | 68   | 27 | 22 | 2  | 3  | 75 | 24 | +51  | Fase de grupos de la Liga de Campeones |
| 2    | Olympique de Marsella   | 56   | 28 | 16 | 8  | 4  | 41 | 29 | +12  | Fase de grupos de la Liga de Campeones |
| 3    | Stade Rennais FC        | 50   | 28 | 15 | 5  | 8  | 38 | 24 | +14  | Fase de grupos de la Liga de Campeones |
| 4    | Lille OSC               | 49   | 28 | 15 | 4  | 9  | 35 | 27 | +8   | Fase de grupos de la Liga Europa       |
| 5    | OGC Niza                | 41   | 28 | 11 | 8  | 9  | 41 | 38 | +3   | Fase de grupos de la Liga Europa       |
| 6    | Stade de Reims          | 41   | 28 | 10 | 11 | 7  | 26 | 21 | +5   | Segunda ronda de la Liga Europa        |
| 7    | Olympique de Lyon       | 40   | 28 | 11 | 7  | 10 | 42 | 27 | +15  |                                        |
| 8    | Montpellier Hérault SC  | 40   | 28 | 11 | 7  | 10 | 35 | 34 | +1   |                                        |
| 9    | AS Mónaco               | 40   | 28 | 11 | 7  | 10 | 44 | 44 | 0    |                                        |
| 10   | Racing Estrasburgo      | 38   | 27 | 11 | 5  | 11 | 32 | 32 | 0    |                                        |
| 11   | Angers SCO              | 39   | 28 | 11 | 6  | 11 | 28 | 33 | −5   |                                        |
| 12   | Girondins de Burdeos    | 37   | 28 | 9  | 10 | 9  | 40 | 34 | +6   |                                        |
| 13   | FC Nantes               | 37   | 28 | 11 | 4  | 13 | 28 | 31 | −3   |                                        |
| 14   | Stade Brestois 29       | 34   | 28 | 8  | 10 | 10 | 34 | 37 | −3   |                                        |
| 15   | FC Metz                 | 34   | 28 | 8  | 10 | 10 | 27 | 35 | −8   |                                        |
| 16   | Dijon FC                | 30   | 28 | 7  | 9  | 12 | 27 | 37 | −10  |                                        |
| 17   | Saint-Étienne           | 30   | 28 | 8  | 6  | 14 | 29 | 45 | −16  |                                        |
| 18   | Nîmes Olympique         | 27   | 28 | 7  | 6  | 15 | 29 | 44 | −15  |                                        |
| 19   | Amiens SC               | 23   | 28 | 4  | 11 | 13 | 31 | 50 | −19  | Descenso de categoría                  |
| 20   | Toulouse FC             | 13   | 28 | 3  | 4  | 21 | 22 | 58 | −36  | Descenso de categoría                  |

Actualizado a los partidos jugados el 8 de marzo de 2020.
 Fuente: 

### Evolución de la clasificación
| Equipo                | 01 | 02 | 03 | 04 | 05 | 06 | 07 | 08 | 09 | 10 | 11 | 12 | 13 | 14 | 15 | 16 | 17 | 18 | 19 | 20 | 21 | 22 | 23 | 24 | 25 | 26 | 27 | 28 | 29                | 30                | 31                | 32                | 33                | 34                | 35                | 36                | 37                | 38                | Promedio final |
| PSG2 4                | 2  | 8  | 3  | 1  | 1  | 1  | 1  | 1  | 1  | 1  | 1  | 1  | 1  | 1  | 1  | 1  | 1  | 1  | 1  | 1  | 1  | 1  | 1  | 1  | 1  | 1  | 1  | 1  | Fechas no jugadas | Fechas no jugadas | Fechas no jugadas | Fechas no jugadas | Fechas no jugadas | Fechas no jugadas | Fechas no jugadas | Fechas no jugadas | Fechas no jugadas | Fechas no jugadas | 2.52           |
| Olympique de Marsella | 18 | 17 | 13 | 8  | 4  | 5  | 6  | 5  | 8  | 4  | 7  | 4  | 2  | 2  | 2  | 2  | 2  | 2  | 2  | 2  | 2  | 2  | 2  | 2  | 2  | 2  | 2  | 2  | Fechas no jugadas | Fechas no jugadas | Fechas no jugadas | Fechas no jugadas | Fechas no jugadas | Fechas no jugadas | Fechas no jugadas | Fechas no jugadas | Fechas no jugadas | Fechas no jugadas | 2.00           |
| Stade Rennais1        | 8  | 3  | 1  | 2  | 2  | 4  | 9  | 8  | 10 | 12 | 9  | 14 | 10 | 11 | 11 | 7  | 4  | 4  | 3  | 3  | 3  | 3  | 3  | 3  | 3  | 3  | 3  | 3  | Fechas no jugadas | Fechas no jugadas | Fechas no jugadas | Fechas no jugadas | Fechas no jugadas | Fechas no jugadas | Fechas no jugadas | Fechas no jugadas | Fechas no jugadas | Fechas no jugadas | 1.79           |
| Lille                 | 5  | 10 | 4  | 10 | 5  | 6  | 3  | 4  | 5  | 7  | 3  | 5  | 5  | 10 | 8  | 4  | 3  | 3  | 4  | 5  | 7  | 4  | 4  | 4  | 4  | 4  | 4  | 4  | Fechas no jugadas | Fechas no jugadas | Fechas no jugadas | Fechas no jugadas | Fechas no jugadas | Fechas no jugadas | Fechas no jugadas | Fechas no jugadas | Fechas no jugadas | Fechas no jugadas | 1.75           |
| Niza                  | 6  | 2  | 5  | 3  | 6  | 3  | 7  | 6  | 9  | 11 | 15 | 13 | 13 | 15 | 12 | 14 | 13 | 14 | 10 | 11 | 12 | 8  | 8  | 11 | 9  | 10 | 9  | 5  | Fechas no jugadas | Fechas no jugadas | Fechas no jugadas | Fechas no jugadas | Fechas no jugadas | Fechas no jugadas | Fechas no jugadas | Fechas no jugadas | Fechas no jugadas | Fechas no jugadas | 1.46           |
| Stade de Reims3       | 4  | 5  | 8  | 6  | 11 | 10 | 8  | 9  | 6  | 3  | 4  | 7  | 8  | 7  | 10 | 11 | 9  | 6  | 6  | 10 | 11 | 7  | 7  | 10 | 8  | 8  | 8  | 6  | Fechas no jugadas | Fechas no jugadas | Fechas no jugadas | Fechas no jugadas | Fechas no jugadas | Fechas no jugadas | Fechas no jugadas | Fechas no jugadas | Fechas no jugadas | Fechas no jugadas | 1.46           |
| Olympique de Lyon     | 1  | 1  | 2  | 5  | 8  | 9  | 11 | 11 | 14 | 17 | 13 | 10 | 14 | 9  | 7  | 10 | 7  | 8  | 12 | 7  | 5  | 6  | 6  | 9  | 11 | 7  | 5  | 7  | Fechas no jugadas | Fechas no jugadas | Fechas no jugadas | Fechas no jugadas | Fechas no jugadas | Fechas no jugadas | Fechas no jugadas | Fechas no jugadas | Fechas no jugadas | Fechas no jugadas | 1.43           |
| Montpellier           | 16 | 15 | 12 | 14 | 12 | 12 | 10 | 10 | 7  | 8  | 10 | 11 | 6  | 6  | 4  | 6  | 10 | 12 | 9  | 6  | 4  | 5  | 5  | 5  | 6  | 9  | 6  | 8  | Fechas no jugadas | Fechas no jugadas | Fechas no jugadas | Fechas no jugadas | Fechas no jugadas | Fechas no jugadas | Fechas no jugadas | Fechas no jugadas | Fechas no jugadas | Fechas no jugadas | 1.43           |
| Mónaco2               | 19 | 20 | 19 | 19 | 19 | 19 | 18 | 12 | 16 | 14 | 11 | 15 | 11 | 13 | 14 | 13 | 11 | 9  | 7  | 8  | 13 | 13 | 10 | 7  | 5  | 5  | 7  | 9  | Fechas no jugadas | Fechas no jugadas | Fechas no jugadas | Fechas no jugadas | Fechas no jugadas | Fechas no jugadas | Fechas no jugadas | Fechas no jugadas | Fechas no jugadas | Fechas no jugadas | 1.43           |
| Racing Estrasburgo    | 11 | 13 | 17 | 17 | 18 | 16 | 17 | 13 | 17 | 20 | 16 | 17 | 16 | 12 | 13 | 15 | 15 | 13 | 11 | 12 | 8  | 11 | 9  | 6  | 7  | 6  | 10 | 10 | Fechas no jugadas | Fechas no jugadas | Fechas no jugadas | Fechas no jugadas | Fechas no jugadas | Fechas no jugadas | Fechas no jugadas | Fechas no jugadas | Fechas no jugadas | Fechas no jugadas | 1.41           |
| Angers                | 3  | 11 | 6  | 4  | 7  | 2  | 2  | 2  | 3  | 5  | 6  | 2  | 3  | 3  | 3  | 8  | 12 | 10 | 8  | 9  | 9  | 12 | 13 | 14 | 14 | 14 | 13 | 11 | Fechas no jugadas | Fechas no jugadas | Fechas no jugadas | Fechas no jugadas | Fechas no jugadas | Fechas no jugadas | Fechas no jugadas | Fechas no jugadas | Fechas no jugadas | Fechas no jugadas | 1.39           |
| Girondins de Burdeos  | 17 | 16 | 9  | 11 | 9  | 8  | 5  | 7  | 4  | 6  | 8  | 6  | 7  | 4  | 5  | 3  | 5  | 7  | 13 | 13 | 10 | 10 | 12 | 8  | 10 | 12 | 12 | 12 | Fechas no jugadas | Fechas no jugadas | Fechas no jugadas | Fechas no jugadas | Fechas no jugadas | Fechas no jugadas | Fechas no jugadas | Fechas no jugadas | Fechas no jugadas | Fechas no jugadas | 1.32           |
| Nantes                | 13 | 14 | 11 | 7  | 3  | 7  | 4  | 3  | 2  | 2  | 2  | 3  | 9  | 8  | 6  | 9  | 6  | 5  | 5  | 4  | 6  | 9  | 11 | 12 | 12 | 11 | 11 | 13 | Fechas no jugadas | Fechas no jugadas | Fechas no jugadas | Fechas no jugadas | Fechas no jugadas | Fechas no jugadas | Fechas no jugadas | Fechas no jugadas | Fechas no jugadas | Fechas no jugadas | 1.32           |
| Stade Brestois        | 12 | 12 | 7  | 12 | 13 | 15 | 13 | 18 | 12 | 9  | 5  | 9  | 12 | 14 | 15 | 12 | 14 | 15 | 15 | 14 | 14 | 14 | 14 | 13 | 13 | 13 | 14 | 14 | Fechas no jugadas | Fechas no jugadas | Fechas no jugadas | Fechas no jugadas | Fechas no jugadas | Fechas no jugadas | Fechas no jugadas | Fechas no jugadas | Fechas no jugadas | Fechas no jugadas | 1.21           |
| Metz                  | 10 | 4  | 10 | 15 | 17 | 18 | 16 | 17 | 20 | 16 | 19 | 19 | 17 | 18 | 17 | 18 | 18 | 18 | 17 | 17 | 16 | 16 | 16 | 16 | 15 | 16 | 15 | 15 | Fechas no jugadas | Fechas no jugadas | Fechas no jugadas | Fechas no jugadas | Fechas no jugadas | Fechas no jugadas | Fechas no jugadas | Fechas no jugadas | Fechas no jugadas | Fechas no jugadas | 1.21           |
| Dijon                 | 15 | 18 | 20 | 20 | 20 | 20 | 20 | 20 | 19 | 19 | 20 | 16 | 18 | 17 | 18 | 16 | 16 | 16 | 16 | 16 | 17 | 17 | 17 | 17 | 18 | 17 | 17 | 16 | Fechas no jugadas | Fechas no jugadas | Fechas no jugadas | Fechas no jugadas | Fechas no jugadas | Fechas no jugadas | Fechas no jugadas | Fechas no jugadas | Fechas no jugadas | Fechas no jugadas | 1.07           |
| Saint-Étienne         | 7  | 6  | 14 | 16 | 15 | 17 | 19 | 19 | 13 | 10 | 12 | 8  | 4  | 5  | 9  | 5  | 8  | 11 | 14 | 15 | 15 | 15 | 15 | 15 | 16 | 15 | 16 | 17 | Fechas no jugadas | Fechas no jugadas | Fechas no jugadas | Fechas no jugadas | Fechas no jugadas | Fechas no jugadas | Fechas no jugadas | Fechas no jugadas | Fechas no jugadas | Fechas no jugadas | 1.07           |
| Nîmes1                | 20 | 19 | 18 | 13 | 14 | 11 | 12 | 15 | 15 | 18 | 18 | 20 | 20 | 20 | 19 | 19 | 19 | 19 | 19 | 19 | 19 | 19 | 18 | 18 | 17 | 18 | 18 | 18 | Fechas no jugadas | Fechas no jugadas | Fechas no jugadas | Fechas no jugadas | Fechas no jugadas | Fechas no jugadas | Fechas no jugadas | Fechas no jugadas | Fechas no jugadas | Fechas no jugadas | 0.96           |
| Amiens3               | 14 | 9  | 16 | 18 | 16 | 14 | 15 | 16 | 11 | 13 | 14 | 12 | 15 | 16 | 16 | 17 | 17 | 17 | 18 | 18 | 18 | 18 | 19 | 19 | 19 | 19 | 19 | 19 | Fechas no jugadas | Fechas no jugadas | Fechas no jugadas | Fechas no jugadas | Fechas no jugadas | Fechas no jugadas | Fechas no jugadas | Fechas no jugadas | Fechas no jugadas | Fechas no jugadas | 0.82           |
| Toulouse              | 9  | 7  | 15 | 9  | 10 | 13 | 14 | 14 | 18 | 15 | 17 | 18 | 19 | 19 | 20 | 20 | 20 | 20 | 20 | 20 | 20 | 20 | 20 | 20 | 20 | 20 | 20 | 20 | Fechas no jugadas | Fechas no jugadas | Fechas no jugadas | Fechas no jugadas | Fechas no jugadas | Fechas no jugadas | Fechas no jugadas | Fechas no jugadas | Fechas no jugadas | Fechas no jugadas | 0.46           |

Notas:
- 1 Posiciones de Nîmes y Stade Rennais de la fecha 12 hasta la 20 con un partido pendiente por el aplazamiento del encuentro entre ambos en la jornada 11 a causa del mal tiempo.
- 2 Posiciones de PSG y Mónaco de la fecha 15 hasta la 20 con un partido pendiente por el aplazamiento del encuentro entre ambos en la jornada 15 a causa del mal tiempo.
- 3 Posiciones de Amiens y Stade de Reims de la fecha 16 hasta la 20 con un partido pendiente por el aplazamiento del encuentro entre ambos en la jornada 16 a causa de la niebla.
- 4 Posiciones de PSG y  Racing Estrasburgo de la fecha 28 con un partido pendiente por el aplazamiento del encuentro entre ambos en la jornada 28.

## Resultados
Los horarios corresponden al huso horario de Francia (Hora central europea): UTC+1 en horario estándar y UTC+2 en horario de verano

### Primera vuelta
| Mónaco                | 0 - 3 | Olympique de Lyon    | Stade Louis II       | 9 de agosto  | 20:45 |
| Olympique de Marsella | 0 - 2 | Stade de Reims       | Orange Vélodrome     | 10 de agosto | 17:30 |
| Dijon                 | 1 - 2 | Saint-Étienne        | Stade Gaston Gérard  | 10 de agosto | 20:00 |
| Nice                  | 2 - 1 | Amiens               | Allianz Riviera      | 10 de agosto | 20:00 |
| Montpellier           | 0 - 1 | Stade Rennais        | Stade de la Mosson   | 10 de agosto | 20:00 |
| Angers                | 3 - 1 | Girondins de Burdeos | Stade Raymond Kopa   | 10 de agosto | 20:00 |
| Stade Brestois        | 1 - 1 | Toulouse             | Stade Francis-Le Blé | 10 de agosto | 20:00 |
| Lille                 | 2 - 1 | Nantes               | Stade Pierre-Mauroy  | 11 de agosto | 15:00 |
| Estrasburgo           | 1 - 1 | Metz                 | Stade de la Meinau   | 11 de agosto | 17:00 |
| París Saint-Germain   | 3 - 0 | Nîmes                | Parc des Princes     | 11 de agosto | 21:00 |

| Olympique de Lyon    | 6 - 0 | Angers                | Groupama Stadium        | 16 de agosto | 20:45 |
| Nantes               | 0 - 0 | Olympique de Marsella | Stade de la Beaujoire   | 17 de agosto | 17:30 |
| Metz                 | 3 - 0 | Mónaco                | Stade Saint-Symphorien  | 17 de agosto | 20:00 |
| Toulouse             | 1 - 0 | Dijon                 | Stadium Municipal       | 17 de agosto | 20:00 |
| Nîmes                | 1 - 2 | Nice                  | Stade des Costières     | 17 de agosto | 20:00 |
| Amiens               | 1 - 0 | Lille                 | Stade de la Licorne     | 17 de agosto | 20:00 |
| Girondins de Burdeos | 1 - 1 | Montpellier           | Stade Matmut Atlantique | 17 de agosto | 20:00 |
| Saint-Étienne        | 1 - 1 | Stade Brestois        | Stade Geoffroy-Guichard | 18 de agosto | 15:00 |
| Stade de Reims       | 0 - 0 | Estrasburgo           | Stade Auguste Delaune   | 18 de agosto | 17:00 |
| Stade Rennais        | 2 - 1 | París Saint-Germain   | Roazhon Park            | 18 de agosto | 21:00 |

| Amiens              | 1 - 2 | Nantes                | Stade de la Licorne  | 24 de agosto | 20:00 |
| Dijon               | 0 - 2 | Girondins de Burdeos  | Stade Gaston Gérard  | 24 de agosto | 20:00 |
| Angers              | 3 - 0 | Metz                  | Stade Raymond Kopa   | 24 de agosto | 20:00 |
| Stade Brestois      | 1 - 0 | Stade de Reims        | Stade Francis-Le Blé | 24 de agosto | 20:00 |
| Mónaco              | 2 - 2 | Nîmes                 | Stade Louis II       | 25 de agosto | 15:00 |
| Estrasburgo         | 0 - 2 | Stade Rennais         | Stade de la Meinau   | 25 de agosto | 17:00 |
| París Saint-Germain | 4 - 0 | Toulouse              | Parc des Princes     | 25 de agosto | 21:00 |
| Montpellier         | 1 - 0 | Olympique de Lyon     | Stade de la Mosson   | 27 de agosto | 19:00 |
| Lille               | 3 - 0 | Saint-Étienne         | Stade Pierre-Mauroy  | 28 de agosto | 19:00 |
| Niza                | 1 - 2 | Olympique de Marsella | Allianz Riviera      | 28 de agosto | 21:00 |

| Metz                  | 0 - 2 | París Saint-Germain  | Stade Saint-Symphorien | 30 de agosto    | 20:45 |
| Olympique de Lyon     | 1 - 1 | Girondins de Burdeos | Groupama Stadium       | 31 de agosto    | 17:30 |
| Angers                | 2 - 0 | Dijon                | Stade Raymond Kopa     | 31 de agosto    | 20:00 |
| Toulouse              | 2 - 0 | Amiens               | Stadium Municipal      | 31 de agosto    | 20:00 |
| Nantes                | 1 - 0 | Montpellier          | Stade de la Beaujoire  | 31 de agosto    | 20:00 |
| Nîmes                 | 3 - 0 | Stade Brestois       | Stade des Costières    | 31 de agosto    | 20:00 |
| Stade de Reims        | 2 - 0 | Lille                | Stade Auguste Delaune  | 1 de septiembre | 15:00 |
| Stade Rennais         | 1 - 2 | Nice                 | Roazhon Park           | 1 de septiembre | 15:00 |
| Estrasburgo           | 2 - 2 | Mónaco               | Stade de la Meinau     | 1 de septiembre | 17:00 |
| Olympique de Marsella | 1 - 0 | Saint-Étienne        | Orange Vélodrome       | 1 de septiembre | 21:00 |

| Lille                | 2 - 1 | Angers                | Stade Pierre-Mauroy     | 13 de septiembre | 19:00 |
| Amiens               | 2 - 2 | Olympique de Lyon     | Stade de la Licorne     | 13 de septiembre | 20:45 |
| París Saint-Germain  | 1 - 0 | Estrasburgo           | Parc des Princes        | 14 de septiembre | 17:30 |
| Montpellier          | 2 - 1 | Niza                  | Stade de la Mosson      | 14 de septiembre | 20:00 |
| Dijon                | 0 - 0 | Nîmes                 | Stade Gaston Gérard     | 14 de septiembre | 20:00 |
| Girondins de Burdeos | 2 - 0 | Metz                  | Stade Matmut Atlantique | 14 de septiembre | 20:00 |
| Stade Brestois       | 0 - 0 | Stade Rennais         | Stade Francis-Le Blé    | 14 de septiembre | 20:00 |
| Nantes               | 1 - 0 | Stade de Reims        | Stade de la Beaujoire   | 15 de septiembre | 15:00 |
| Saint-Étienne        | 2 - 2 | Toulouse              | Stade Geoffroy-Guichard | 15 de septiembre | 17:00 |
| Mónaco               | 3 - 4 | Olympique de Marsella | Stade Louis II          | 15 de septiembre | 21:00 |

| Estrasburgo           | 2 - 1 | Nantes              | Stade de la Meinau      | 20 de septiembre | 20:45 |
| Olympique de Marsella | 1 - 1 | Montpellier         | Orange Vélodrome        | 21 de septiembre | 17:30 |
| Girondins de Burdeos  | 2 - 2 | Stade Brestois      | Stade Matmut Atlantique | 21 de septiembre | 20:00 |
| Metz                  | 1 - 2 | Amiens              | Stade Saint-Symphorien  | 21 de septiembre | 20:00 |
| Niza                  | 2 - 1 | Dijon               | Allianz Riviera         | 21 de septiembre | 20:00 |
| Nîmes                 | 1 - 0 | Toulouse            | Stade des Costières     | 21 de septiembre | 20:00 |
| Stade de Reims        | 0 - 0 | Mónaco              | Stade Auguste Delaune   | 21 de septiembre | 20:00 |
| Stade Rennais         | 1 - 1 | Lille               | Roazhon Park            | 22 de septiembre | 15:00 |
| Angers                | 4 - 1 | Saint-Étienne       | Stade Raymond Kopa      | 22 de septiembre | 17:00 |
| Olympique de Lyon     | 0 - 1 | París Saint-Germain | Groupama Stadium        | 22 de septiembre | 21:00 |

| Dijon               | 0 - 0 | Olympique de Marsella | Stade Gaston Gérard     | 24 de septiembre | 19:00 |
| Mónaco              | 3 - 1 | Niza                  | Stade Louis II          | 24 de septiembre | 21:00 |
| Stade Brestois      | 2 - 2 | Olympique de Lyon     | Stade Francis-Le Blé    | 25 de septiembre | 19:00 |
| Nantes              | 1 - 0 | Stade Rennais         | Stade de la Beaujoire   | 25 de septiembre | 19:00 |
| Saint-Étienne       | 0 - 1 | Metz                  | Stade Geoffroy-Guichard | 25 de septiembre | 19:00 |
| Montpellier         | 1 - 0 | Nîmes                 | Stade de la Mosson      | 25 de septiembre | 19:00 |
| Toulouse            | 0 - 2 | Angers                | Stadium Municipal       | 25 de septiembre | 19:00 |
| Lille               | 2 - 0 | Estrasburgo           | Stade Pierre-Mauroy     | 25 de septiembre | 19:00 |
| Amiens              | 1 - 3 | Girondins de Burdeos  | Stade de la Licorne     | 25 de septiembre | 19:00 |
| París Saint-Germain | 0 - 2 | Stade de Reims        | Parc des Princes        | 25 de septiembre | 21:00 |

| Olympique de Lyon     | 0 - 1 | Nantes              | Groupama Stadium        | 28 de septiembre | 13:30 |
| Girondins de Burdeos  | 0 - 1 | París Saint-Germain | Stade Matmut Atlantique | 28 de septiembre | 17:30 |
| Angers                | 1 - 1 | Amiens              | Stade Raymond Kopa      | 28 de septiembre | 20:00 |
| Metz                  | 2 - 2 | Toulouse            | Stade Saint-Symphorien  | 28 de septiembre | 20:00 |
| Mónaco                | 4 - 1 | Stade Brestois      | Stade Louis II          | 28 de septiembre | 20:00 |
| Niza                  | 1 - 1 | Lille               | Allianz Riviera         | 28 de septiembre | 20:00 |
| Stade de Reims        | 1 - 2 | Dijon               | Stade Auguste Delaune   | 28 de septiembre | 20:00 |
| Estrasburgo           | 1 - 0 | Montpellier         | Stade de la Meinau      | 29 de septiembre | 15:00 |
| Nîmes                 | 0 - 1 | Saint-Étienne       | Stade des Costières     | 29 de septiembre | 17:00 |
| Olympique de Marsella | 1 - 1 | Stade Rennais       | Orange Vélodrome        | 29 de septiembre | 21:00 |

| Amiens              | 3 - 1 | Olympique de Marsella | Stade de la Licorne     | 4 de octubre | 20:45 |
| París Saint-Germain | 4 - 0 | Angers                | Parc des Princes        | 5 de octubre | 17:00 |
| Stade Brestois      | 2 - 0 | Metz                  | Stade Francis-Le Blé    | 5 de octubre | 20:00 |
| Dijon               | 1 - 0 | Estrasburgo           | Stade Gaston Gérard     | 5 de octubre | 20:00 |
| Montpellier         | 3 - 1 | Mónaco                | Stade de la Mosson      | 5 de octubre | 20:00 |
| Nantes              | 1 - 0 | Niza                  | Stade de la Beaujoire   | 5 de octubre | 20:00 |
| Toulouse            | 1 - 3 | Girondins de Burdeos  | Stadium Municipal       | 5 de octubre | 20:00 |
| Lille               | 2 - 2 | Nîmes                 | Stade Pierre-Mauroy     | 6 de octubre | 15:00 |
| Stade Rennais       | 0 - 1 | Stade de Reims        | Roazhon Park            | 6 de octubre | 17:00 |
| Saint-Étienne       | 1 - 0 | Olympique de Lyon     | Stade Geoffroy-Guichard | 6 de octubre | 21:00 |

| Niza                  | 1 - 4 | París Saint-Germain | Allianz Riviera         | 18 de octubre | 20:45 |
| Olympique de Lyon     | 0 - 0 | Dijon               | Groupama Stadium        | 19 de octubre | 17:30 |
| Angers                | 0 - 1 | Stade Brestois      | Stade Raymond Kopa      | 19 de octubre | 20:00 |
| Metz                  | 1 - 0 | Nantes              | Stade Saint-Symphorien  | 19 de octubre | 20:00 |
| Nîmes                 | 1 - 1 | Amiens              | Stade des Costières     | 19 de octubre | 20:00 |
| Stade de Reims        | 1 - 0 | Montpellier         | Stade Auguste Delaune   | 19 de octubre | 20:00 |
| Toulouse              | 2 - 1 | Lille               | Stadium Municipal       | 19 de octubre | 20:00 |
| Girondins de Burdeos  | 0 - 1 | Saint-Étienne       | Stade Matmut Atlantique | 20 de octubre | 15:00 |
| Mónaco                | 3 - 2 | Stade Rennais       | Stade Louis II          | 20 de octubre | 17:00 |
| Olympique de Marsella | 2 - 0 | Estrasburgo         | Orange Vélodrome        | 20 de octubre | 21:00 |

| Nantes              | 0 - 1 | Mónaco                | Stade de la Beaujoire   | 25 de octubre | 20:45 |
| Lille               | 3 - 0 | Girondins de Burdeos  | Stade Pierre-Mauroy     | 26 de octubre | 17:30 |
| Stade Brestois      | 2 - 0 | Dijon                 | Stade Francis-Le Blé    | 26 de octubre | 20:00 |
| Olympique de Lyon   | 2 - 0 | Metz                  | Groupama Stadium        | 26 de octubre | 20:00 |
| Montpellier         | 0 - 0 | Angers                | Stade de la Mosson      | 26 de octubre | 20:00 |
| Stade de Reims      | 0 - 0 | Nîmes                 | Stade Auguste Delaune   | 26 de octubre | 20:00 |
| Estrasburgo         | 1 - 0 | Niza                  | Stade de la Meinau      | 26 de octubre | 20:00 |
| Stade Rennais       | 3 - 2 | Toulouse              | Roazhon Park            | 27 de octubre | 15:00 |
| Saint-Étienne       | 2 - 2 | Amiens                | Stade Geoffroy-Guichard | 27 de octubre | 17:00 |
| París Saint-Germain | 4 - 0 | Olympique de Marsella | Parc des Princes        | 27 de octubre | 21:00 |

| Dijon                 | 2 - 1 | París Saint-Germain | Stade Gaston Gérard     | 1 de noviembre | 20:45 |
| Olympique de Marsella | 2 - 1 | Lille               | Orange Vélodrome        | 2 de noviembre | 17:30 |
| Amiens                | 1 - 0 | Stade Brestois      | Stade de la Licorne     | 2 de noviembre | 20:00 |
| Angers                | 1 - 0 | Estrasburgo         | Stade Raymond Kopa      | 2 de noviembre | 20:00 |
| Metz                  | 2 - 2 | Montpellier         | Stade Saint-Symphorien  | 2 de noviembre | 20:00 |
| Toulouse              | 2 - 3 | Olympique de Lyon   | Stadium Municipal       | 2 de noviembre | 20:00 |
| Girondins de Burdeos  | 2 - 0 | Nantes              | Stade Matmut Atlantique | 3 de noviembre | 15:00 |
| Niza                  | 2 - 0 | Stade de Reims      | Allianz Riviera         | 3 de noviembre | 17:00 |
| Saint-Étienne         | 1 - 0 | Mónaco              | Stade Geoffroy-Guichard | 3 de noviembre | 21:00 |
| Nîmes                 | 0 - 1 | Stade Rennais       | Stade des Costières     | 15 de enero    | 19:00 |

| Niza                  | 1 - 1 | Girondins de Burdeos | Allianz Riviera       | 8 de noviembre  | 20:45 |
| Stade Brestois        | 1 - 2 | París Saint-Germain  | Stade Francis-Le Blé  | 9 de noviembre  | 17:30 |
| Lille                 | 0 - 0 | Metz                 | Stade Pierre-Mauroy   | 9 de noviembre  | 20:00 |
| Mónaco                | 1 - 0 | Dijon                | Stade Louis II        | 9 de noviembre  | 20:00 |
| Stade de Reims        | 0 - 0 | Angers               | Stade Auguste Delaune | 9 de noviembre  | 20:00 |
| Estrasburgo           | 4 - 1 | Nîmes                | Stade de la Meinau    | 9 de noviembre  | 20:00 |
| Stade Rennais         | 3 - 1 | Amiens               | Roazhon Park          | 10 de noviembre | 15:00 |
| Montpellier           | 3 - 0 | Toulouse             | Stade de la Mosson    | 10 de noviembre | 17:00 |
| Nantes                | 2 - 3 | Saint-Étienne        | Stade de la Beaujoire | 10 de noviembre | 17:00 |
| Olympique de Marsella | 2 - 1 | Olympique de Lyon    | Orange Vélodrome      | 10 de noviembre | 21:00 |

| París Saint-Germain  | 2 - 0 | Lille                 | Parc des Princes        | 22 de noviembre | 20:45 |
| Olympique de Lyon    | 2 - 1 | Niza                  | Groupama Stadium        | 23 de noviembre | 17:30 |
| Amiens               | 0 - 4 | Estrasburgo           | Stade de la Licorne     | 23 de noviembre | 20:00 |
| Angers               | 1 - 0 | Nîmes                 | Stade Raymond Kopa      | 23 de noviembre | 20:00 |
| Stade Brestois       | 1 - 1 | Nantes                | Stade Francis-Le Blé    | 23 de noviembre | 20:00 |
| Dijon                | 2 - 1 | Stade Rennais         | Stade Gaston Gérard     | 23 de noviembre | 20:00 |
| Metz                 | 1 - 1 | Stade de Reims        | Stade Saint-Symphorien  | 23 de noviembre | 20:00 |
| Girondins de Burdeos | 2 - 1 | Mónaco                | Stade Matmut Atlantique | 24 de noviembre | 15:00 |
| Saint-Étienne        | 0 - 0 | Montpellier           | Stade Geoffroy-Guichard | 24 de noviembre | 17:00 |
| Toulouse             | 0 - 2 | Olympique de Marsella | Stadium Municipal       | 24 de noviembre | 21:00 |

| Olympique de Marsella | 2 - 1 | Stade Brestois       | Orange Vélodrome      | 29 de noviembre | 20:45 |
| Estrasburgo           | 1 - 2 | Olympique de Lyon    | Stade de la Meinau    | 30 de noviembre | 17:30 |
| Lille                 | 1 - 0 | Dijon                | Stade Pierre-Mauroy   | 30 de noviembre | 20:00 |
| Montpellier           | 4 - 2 | Amiens               | Stade de la Mosson    | 30 de noviembre | 20:00 |
| Niza                  | 3 - 1 | Angers               | Allianz Riviera       | 30 de noviembre | 20:00 |
| Nîmes                 | 1 - 1 | Metz                 | Stade des Costières   | 30 de noviembre | 20:00 |
| Stade de Reims        | 1 - 1 | Girondins de Burdeos | Stade Auguste Delaune | 30 de noviembre | 20:00 |
| Nantes                | 2 - 1 | Toulouse             | Stade de la Beaujoire | 1 de diciembre  | 15:00 |
| Stade Rennais         | 2 - 1 | Saint-Étienne        | Roazhon Park          | 1 de diciembre  | 17:00 |
| Mónaco                | 1 - 4 | París Saint-Germain  | Stade Louis II        | 15 de enero     | 21:00 |

| Angers               | 0 - 2 | Olympique de Marsella | Stade Raymond Kopa      | 3 de diciembre | 19:00 |
| Girondins de Burdeos | 6 - 0 | Nîmes                 | Stade Matmut Atlantique | 3 de diciembre | 19:00 |
| Stade Brestois       | 5 - 0 | Estrasburgo           | Stade Francis-Le Blé    | 3 de diciembre | 19:00 |
| Olympique de Lyon    | 0 - 1 | Lille                 | Groupama Stadium        | 3 de diciembre | 21:05 |
| Dijon                | 2 - 2 | Montpellier           | Stade Gaston Gérard     | 4 de diciembre | 19:00 |
| Metz                 | 0 - 1 | Stade Rennais         | Stade Saint-Symphorien  | 4 de diciembre | 19:00 |
| Saint-Étienne        | 4 - 1 | Niza                  | Stade Geoffroy-Guichard | 4 de diciembre | 19:00 |
| Toulouse             | 1 - 2 | Mónaco                | Stadium Municipal       | 4 de diciembre | 19:00 |
| París Saint-Germain  | 2 - 0 | Nantes                | Parc des Princes        | 4 de diciembre | 21:05 |
| Amiens               | 1 - 1 | Stade de Reims        | Stade de la Licorne     | 15 de enero    | 19:00 |

| Lille                 | 1 - 0 | Stade Brestois       | Stade Pierre-Mauroy   | 6 de diciembre | 19:00 |
| Nîmes                 | 0 - 4 | Olympique de Lyon    | Stade des Costières   | 6 de diciembre | 20:45 |
| Montpellier           | 1 - 3 | París Saint-Germain  | Stade de la Mosson    | 7 de diciembre | 17:30 |
| Mónaco                | 3 - 0 | Amiens               | Stade Louis II        | 7 de diciembre | 20:00 |
| Niza                  | 4 - 1 | Metz                 | Allianz Riviera       | 7 de diciembre | 20:00 |
| Stade Rennais         | 2 - 1 | Angers               | Roazhon Park          | 7 de diciembre | 20:00 |
| Estrasburgo           | 4 - 2 | Toulouse             | Stade de la Meinau    | 7 de diciembre | 20:00 |
| Stade de Reims        | 3 - 1 | Saint-Étienne        | Stade Auguste Delaune | 8 de diciembre | 15:00 |
| Nantes                | 1 - 0 | Dijon                | Stade de la Beaujoire | 8 de diciembre | 17:00 |
| Olympique de Marsella | 3 - 1 | Girondins de Burdeos | Orange Vélodrome      | 8 de diciembre | 21:00 |

| Lille                | 2 - 1 | Montpellier           | Stade Pierre-Mauroy     | 13 de diciembre | 20:45 |
| Metz                 | 1 - 1 | Olympique de Marsella | Stade Saint-Symphorien  | 14 de diciembre | 17:30 |
| Amiens               | 1 - 1 | Dijon                 | Stade de la Licorne     | 14 de diciembre | 20:00 |
| Angers               | 0 - 0 | Mónaco                | Stade Raymond Kopa      | 14 de diciembre | 20:00 |
| Stade Brestois       | 0 - 0 | Niza                  | Stade Francis-Le Blé    | 14 de diciembre | 20:00 |
| Nîmes                | 0 - 1 | Nantes                | Stade des Costières     | 14 de diciembre | 20:00 |
| Toulouse             | 0 - 1 | Stade de Reims        | Stadium Municipal       | 14 de diciembre | 20:00 |
| Girondins de Burdeos | 0 - 1 | Estrasburgo           | Stade Matmut Atlantique | 15 de diciembre | 15:00 |
| Olympique de Lyon    | 0 - 1 | Stade Rennais         | Groupama Stadium        | 15 de diciembre | 17:00 |
| Saint-Étienne        | 0 - 4 | París Saint-Germain   | Stade Geoffroy-Guichard | 15 de diciembre | 21:00 |

| Dijon                 | 2 - 2 | Metz                 | Stade Gaston Gérard   | 21 de diciembre | 20:45 |
| Olympique de Marsella | 3 - 1 | Nîmes                | Orange Vélodrome      | 21 de diciembre | 20:45 |
| Mónaco                | 5 - 1 | Lille                | Stade Louis II        | 21 de diciembre | 20:45 |
| Montpellier           | 4 - 0 | Stade Brestois       | Stade de la Mosson    | 21 de diciembre | 20:45 |
| Nantes                | 1 - 2 | Angers               | Stade de la Beaujoire | 21 de diciembre | 20:45 |
| Niza                  | 3 - 0 | Toulouse             | Allianz Riviera       | 21 de diciembre | 20:45 |
| París Saint-Germain   | 4 - 1 | Amiens               | Parc des Princes      | 21 de diciembre | 20:45 |
| Stade de Reims        | 1 - 1 | Olympique de Lyon    | Stade Auguste Delaune | 21 de diciembre | 20:45 |
| Stade Rennais         | 1 - 0 | Girondins de Burdeos | Roazhon Park          | 21 de diciembre | 20:45 |
| Estrasburgo           | 2 - 1 | Saint-Étienne        | Stade de la Meinau    | 21 de diciembre | 20:45 |

### Segunda vuelta
| Stade Rennais        | 0 - 1 | Olympique de Marsella | Roazhon Park            | 10 de enero | 20:45 |
| Girondins de Burdeos | 1 - 2 | Olympique de Lyon     | Stade Matmut Atlantique | 11 de enero | 17:30 |
| Amiens               | 1 - 2 | Montpellier           | Stade de la Licorne     | 11 de enero | 20:00 |
| Angers               | 1 - 1 | Niza                  | Stade Raymond Kopa      | 11 de enero | 20:00 |
| Metz                 | 1 - 0 | Estrasburgo           | Stade Saint-Symphorien  | 11 de enero | 20:00 |
| Nîmes                | 2 - 0 | Stade de Reims        | Stade des Costières     | 11 de enero | 20:00 |
| Toulouse             | 2 - 5 | Stade Brestois        | Stadium Municipal       | 11 de enero | 20:00 |
| Saint-Étienne        | 0 - 2 | Nantes                | Stade Geoffroy-Guichard | 12 de enero | 15:00 |
| Dijon                | 1 - 0 | Lille                 | Stade Gaston Gérard     | 12 de enero | 17:00 |
| París Saint-Germain  | 3 - 3 | Mónaco                | Parc des Princes        | 12 de enero | 21:00 |

| Niza                  | 1 - 1 | Stade Rennais        | Allianz Riviera         | 24 de enero | 20:45 |
| Olympique de Marsella | 0 - 0 | Angers               | Orange Vélodrome        | 25 de enero | 17:30 |
| Stade Brestois        | 2 - 1 | Amiens               | Stade Francis-Le Blé    | 25 de enero | 20:00 |
| Mónaco                | 1 - 3 | Estrasburgo          | Stade Louis II          | 25 de enero | 20:00 |
| Montpellier           | 2 - 1 | Dijon                | Stade de la Mosson      | 25 de enero | 20:00 |
| Stade de Reims        | 0 - 1 | Metz                 | Stade Auguste Delaune   | 25 de enero | 20:00 |
| Saint-Étienne         | 2 - 1 | Nîmes                | Stade Geoffroy-Guichard | 25 de enero | 20:00 |
| Olympique de Lyon     | 3 - 0 | Toulouse             | Groupama Stadium        | 26 de enero | 15:00 |
| Nantes                | 0 - 1 | Girondins de Burdeos | Stade de la Beaujoire   | 26 de enero | 17:00 |
| Lille                 | 0 - 2 | París Saint-Germain  | Stade Pierre-Mauroy     | 26 de enero | 21:00 |

| Stade Rennais        | 3 - 2 Archivado el 13 de enero de 2022 en Wayback Machine.                                              | Nantes                | Roazhon Park            | 31 de enero  | 20:45 |
| París Saint-Germain  | 5 - 0 (enlace roto disponible en Internet Archive; véase el historial, la primera versión y la última). | Montpellier           | Parc des Princes        | 1 de febrero | 17:35 |
| Amiens               | 0 - 0 Archivado el 13 de julio de 2020 en Wayback Machine.                                              | Toulouse              | Stade de la Licorne     | 1 de febrero | 20:00 |
| Angers               | 1 - 4 Archivado el 6 de julio de 2020 en Wayback Machine.                                               | Stade de Reims        | Stade Raymond Kopa      | 1 de febrero | 20:00 |
| Dijon                | 3 - 0 (enlace roto disponible en Internet Archive; véase el historial, la primera versión y la última). | Stade Brestois        | Stade Gaston Gérard     | 1 de febrero | 20:00 |
| Nîmes                | 3 - 1 (enlace roto disponible en Internet Archive; véase el historial, la primera versión y la última). | Mónaco                | Stade des Costières     | 1 de febrero | 20:00 |
| Estrasburgo          | 1 - 2 (enlace roto disponible en Internet Archive; véase el historial, la primera versión y la última). | Lille                 | Stade de la Meinau      | 1 de febrero | 20:00 |
| Nice                 | 2 - 1 (enlace roto disponible en Internet Archive; véase el historial, la primera versión y la última). | Olympique de Lyon     | Allianz Riviera         | 2 de febrero | 15:00 |
| Metz                 | 3 - 1 (enlace roto disponible en Internet Archive; véase el historial, la primera versión y la última). | Saint-Étienne         | Stade Saint-Symphorien  | 2 de febrero | 17:00 |
| Girondins de Burdeos | 0 - 0 (enlace roto disponible en Internet Archive; véase el historial, la primera versión y la última). | Olympique de Marsella | Stade Matmut Atlantique | 2 de febrero | 21:00 |

| Lille             | 1 - 0 (enlace roto disponible en Internet Archive; véase el historial, la primera versión y la última). | Stade Rennais         | Stade Pierre-Mauroy     | 4 de febrero | 19:00 |
| Mónaco            | 1 - 0 (enlace roto disponible en Internet Archive; véase el historial, la primera versión y la última). | Angers                | Stade Louis II          | 4 de febrero | 19:00 |
| Nantes            | 1 - 2 (enlace roto disponible en Internet Archive; véase el historial, la primera versión y la última). | París Saint-Germain   | Stade de la Beaujoire   | 4 de febrero | 21:05 |
| Stade Brestois    | 1 - 1 (enlace roto disponible en Internet Archive; véase el historial, la primera versión y la última). | Girondins de Burdeos  | Stade Francis-Le Blé    | 5 de febrero | 19:00 |
| Olympique de Lyon | 0 - 0 Archivado el 13 de julio de 2020 en Wayback Machine.                                              | Amiens                | Groupama Stadium        | 5 de febrero | 19:00 |
| Montpellier       | 1 - 1 (enlace roto disponible en Internet Archive; véase el historial, la primera versión y la última). | Metz                  | Stade de la Mosson      | 5 de febrero | 19:00 |
| Nîmes             | 2 - 0 (enlace roto disponible en Internet Archive; véase el historial, la primera versión y la última). | Dijon                 | Stade des Costières     | 5 de febrero | 19:00 |
| Stade de Reims    | 1 - 1 Archivado el 6 de julio de 2020 en Wayback Machine.                                               | Niza                  | Stade Auguste Delaune   | 5 de febrero | 19:00 |
| Toulouse          | 0 - 1 (enlace roto disponible en Internet Archive; véase el historial, la primera versión y la última). | Estrasburgo           | Stadium Municipal       | 5 de febrero | 19:00 |
| Saint-Étienne     | 0 - 2 (enlace roto disponible en Internet Archive; véase el historial, la primera versión y la última). | Olympique de Marsella | Stade Geoffroy-Guichard | 5 de febrero | 21:00 |

| Angers                | 0 - 2 | Lille                | Stade Raymond Kopa     | 7 de febrero | 20:45 |
| Olympique de Marsella | 1 - 0 | Toulouse             | Orange Vélodrome       | 8 de febrero | 17:30 |
| Amiens                | 1 - 2 | Mónaco               | Stade de la Licorne    | 8 de febrero | 20:00 |
| Dijon                 | 3 - 3 | Nantes               | Stade Gaston Gérard    | 8 de febrero | 20:00 |
| Metz                  | 1 - 2 | Girondins de Burdeos | Stade Saint-Symphorien | 8 de febrero | 20:00 |
| Niza                  | 1 - 3 | Nîmes                | Allianz Riviera        | 8 de febrero | 20:00 |
| Stade Rennais         | 0 - 0 | Stade Brestois       | Roazhon Park           | 8 de febrero | 20:00 |
| Montpellier           | 1 - 0 | Saint-Étienne        | Stade de la Mosson     | 9 de febrero | 15:00 |
| Estrasburgo           | 3 - 0 | Stade de Reims       | Stade de la Meinau     | 9 de febrero | 17:00 |
| París Saint-Germain   | 4 - 2 | Olympique de Lyon    | Parc des Princes       | 9 de febrero | 21:00 |

| Mónaco               | 1 - 0 | Montpellier           | Stade Louis II          | 14 de febrero | 20:45 |
| Amiens               | 4 - 4 | París Saint-Germain   | Stade Raymond Kopa      | 15 de febrero | 17:30 |
| Girondins de Burdeos | 2 - 2 | Dijon                 | Stade Matmut Atlantique | 15 de febrero | 20:00 |
| Nantes               | 0 - 0 | Metz                  | Stade de la Beaujoire   | 15 de febrero | 20:00 |
| Nîmes                | 1 - 0 | Angers                | Stade des Costières     | 15 de febrero | 20:00 |
| Toulouse             | 0 - 2 | Nice                  | Stadium Municipal       | 15 de febrero | 20:00 |
| Olympique de Lyon    | 1 - 1 | Estrasburgo           | Groupama Stadium        | 16 de febrero | 15:00 |
| Stade Brestois       | 3 - 2 | Saint-Étienne         | Stade Francis-Le Blé    | 16 de febrero | 17:00 |
| Stade de Reims       | 1 - 0 | Stade Rennais         | Stade Auguste Delaune   | 16 de febrero | 17:00 |
| Lille                | 1 - 2 | Olympique de Marsella | Stade Pierre-Mauroy     | 16 de febrero | 21:00 |

| Niza                  | 2 - 2 | Stade Brestois       | Allianz Riviera         | 21 de febrero | 19:00 |
| Metz                  | 0 - 2 | Olympique de Lyon    | Stade Saint-Symphorien  | 21 de febrero | 20:45 |
| Olympique de Marsella | 1 - 3 | Nantes               | Orange Vélodrome        | 22 de febrero | 17:30 |
| Angers                | 1 - 0 | Montpellier          | Stade Raymond Kopa      | 22 de febrero | 20:00 |
| Dijon                 | 1 - 1 | Mónaco               | Stade Gaston Gérard     | 22 de febrero | 20:00 |
| Lille                 | 3 - 0 | Toulouse             | Stade Pierre-Mauroy     | 22 de febrero | 20:00 |
| Estrasburgo           | 0 - 0 | Amiens               | Stade de la Meinau      | 22 de febrero | 20:00 |
| Saint-Étienne         | 1 - 1 | Stade de Reims       | Stade Geoffroy-Guichard | 23 de febrero | 15:00 |
| Stade Rennais         | 2 - 1 | Nîmes                | Roazhon Park            | 23 de febrero | 17:00 |
| París Saint-Germain   | 4 - 3 | Girondins de Burdeos | Parc des Princes        | 23 de febrero | 21:00 |

| Nîmes                | 2 - 3 | Olympique de Marsella | Stade des Costières     | 28 de febrero | 20:45 |
| París Saint-Germain  | 4 - 0 | Dijon                 | Parc des Princes        | 29 de febrero | 17:30 |
| Amiens               | 0 - 1 | Metz                  | Stade Raymond Kopa      | 29 de febrero | 20:00 |
| Stade Brestois       | 0 - 1 | Angers                | Stade Francis-Le Blé    | 29 de febrero | 20:00 |
| Mónaco               | 1 - 1 | Stade de Reims        | Stade Louis II          | 29 de febrero | 20:00 |
| Montpellier          | 3 - 0 | Estrasburgo           | Stade de la Mosson      | 29 de febrero | 20:00 |
| Toulouse             | 0 - 2 | Stade Rennais         | Stadium Municipal       | 29 de febrero | 20:00 |
| Nantes               | 0 - 1 | Lille                 | Stade de la Beaujoire   | 1 de marzo    | 15:00 |
| Girondins de Burdeos | 1 - 1 | Niza                  | Stade Matmut Atlantique | 1 de marzo    | 17:00 |
| Olympique de Lyon    | 2 - 0 | Saint-Étienne         | Groupama Stadium        | 1 de marzo    | 21:00 |

| Olympique de Marsella | 2 - 2 | Amiens               | Orange Vélodrome        | 6 de marzo | 20:45     |
| Angers                | 2 - 0 | Nantes               | Stade Raymond Kopa      | 7 de marzo | 20:00     |
| Dijon                 | 2 - 1 | Toulouse             | Stade Gaston Gérard     | 7 de marzo | 20:00     |
| Metz                  | 2 - 1 | Nîmes                | Stade Saint-Symphorien  | 7 de marzo | 20:00     |
| Nice                  | 2 - 1 | Mónaco               | Allianz Riviera         | 7 de marzo | 20:00     |
| Stade de Reims        | 1 - 0 | Stade Brestois       | Stade Auguste Delaune   | 7 de marzo | 20:00     |
| Saint-Étienne         | 1 - 1 | Girondins de Burdeos | Stade Geoffroy-Guichard | 8 de marzo | 15:00     |
| Stade Rennais         | 5 - 0 | Montpellier          | Roazhon Park            | 8 de marzo | 17:00     |
| Lille                 | 1 - 0 | Olympique de Lyon    | Stade Pierre-Mauroy     | 8 de marzo | 21:00     |
| Racing Estrasburgo    | -     | París Saint-Germain  | Stade de la Meinau      | Cancelado  | Cancelado |

### Campeón
| Ligue 1                                      |
| Bandera de Isla de Francia                   |
| París Saint-Germain Football Club 9.° título |

## Partido de ascenso y descenso
En los playoffs de ascenso y descenso se enfrentarían el 18.° clasificado de la Ligue 1 2019-20 contra el ganador de la repesca de la Ligue 2 2019-20 en una serie de dos partidos a ida y vuelta. El partido de ascenso y descenso no se realizó en esta edición.

## Estadísticas

### Máximos goleadores
| 1                                        | Kylian Mbappé     | París Saint-Germain | 18 |
| 2                                        | Wissam Ben Yedder | AS Mónaco           | 18 |
| 3                                        | Moussa Dembélé    | Olympique de Lyon   | 16 |
| 4                                        | Victor Osimhen    | Lille OSC           | 13 |
| 5                                        | Neymar            | París Saint-Germain | 13 |
| Última actualización: 8 de marzo de 2020 |                   |                     |    |

### Máximos asistentes
| Pos.                                     | Jugador        | Equipo              | Asist. |
| ---------------------------------------- | -------------- | ------------------- | ------ |
| 1                                        | Ángel Di María | París Saint-Germain | 14     |
| 2                                        | Islam Slimani  | Mónaco              | 7      |
| 3                                        | Yoann Court    | Stade Brestois 29   | 7      |
| Última actualización: 1 de marzo de 2020 |                |                     |        |

### Récords de goles
- Primer gol de la temporada: Moussa Dembélé para el Olympique de Lyon contra el AS Mónaco (9 de agosto de 2019).
- Último gol de la temporada:
- Gol más rápido: Anotado a los 34 segundos por Nolan Roux para el Nîmes Olympique contra el Stade Rennais (23 de febrero de 2020) .
- Gol más cercano al final del encuentro:

### Tripletas o pókers
Aquí se encuentra la lista de tripletas o hat-tricks y póker de goles (en general, tres o más goles anotados por un jugador en un mismo encuentro) convertidos en la temporada.
| Fecha      | Jugador             | Goles       | Local                | Resultado | Visitante             | Jornada    |
| ---------- | ------------------- | ----------- | -------------------- | --------- | --------------------- | ---------- |
| 22/09/2019 | Casimir Ninga       | 78' 84' 89' | Angers               | 4 - 1     | Saint-Étienne         | Jornada 6  |
| 03/12/2019 | Cristian Battocchio | 45' 53' 75' | Stade Brestois       | 5 - 0     | RC Estrasburgo        | Jornada 16 |
| 03/12/2019 | Josh Maja           | 25' 38' 53' | Girondins de Burdeos | 6 - 0     | Nîmes Olympique       | Jornada 16 |
| 28/02/2020 | Darío Benedetto     | 10' 36' 69' | Nîmes Olympique      | 2 - 3     | Olympique de Marsella | Jornada 27 |

## Premios

### Mejor jugador del mes
| Mes        | Jugador             | Equipo              | Ref.         |
| ---------- | ------------------- | ------------------- | ------------ |
| Agosto     | Eduardo Camavinga   | Stade Rennais       |              |
| Septiembre | Victor Osimhen      | Lille               |              |
| Octubre    | Thiago Silva        | París Saint-Germain |              |
| Noviembre  | Jeff Reine-Adélaïde | Olympique de Lyon   |              |
| Diciembre  | Wissam Ben Yedder   | Mónaco              |              |
| Enero      | Neymar              | París Saint-Germain |              |
| Febrero    | No otorgado.        | No otorgado.        | No otorgado. |
| Marzo      | No otorgado.        | No otorgado.        | No otorgado. |
| Abril      | No otorgado.        | No otorgado.        | No otorgado. |

### Trofeos UNFP
- Mejor jugador:
- Mejor portero:
- Mejor jugador joven:
- Mejor entrenador:
- Mejor gol:

- Equipo Ideal de la Liga:

| Portero      | Defensores | Mediocampistas | Delanteros |
| ------------ | ---------- | -------------- | ---------- |
| No otorgado. |            |                |            |

## Fichajes

### Fichajes más caros

#### Verano
| Pos. | Jugador      | Club de destino     | Club de origen    | Precio (€) |
| ---- | ------------ | ------------------- | ----------------- | ---------- |
| 1.º  | Abdou Diallo | París Saint-Germain | Borussia Dortmund | 32.000.000 |

### Ventas más caras

#### Verano
| Pos. | Jugador      | Club de destino | Club de origen | Precio (€) |
| ---- | ------------ | --------------- | -------------- | ---------- |
| 1.º  | Nicolas Pépé | Arsenal         | Lille OSC      | 80.000.000 |